# Клевер мелкоцветковый
Кле́вер мелкоцветко́вый (лат. Trifolium micranthum) — однолетнее травянистое растение, вид рода Клевер (Trifolium) трибы Клеверные (Trifolieae) подсемейства Мотыльковых (Faboideae) семейства Бобовых (Fabaceae).

## Ботаническое описание
Стебли тонкие, восходящие или простёртые, высотой 5—30 см, в нижней части ветвистые, голые.
Прилистники продолговатой формы, заострённые, жилки выделяющиеся, края с реснитчатыми волосками, по длине практически равны черешкам. Листья с тремя листочками. Листочки узкие, от обратнояйцевидной до клиновидной формы, длиной 0,4—1 см, с 6—8 боковыми жилками, которые отходят от срединной под острым углом, края в верхней части с неясными зубчиками, концы практически усечённые или слабо выемчатые.
Соцветие — головка. Головки очень рыхлые, с 3—8 цветками, расположенными на нитевидных волосистых ножках. Длина соцветий 1—3 см. Цветоножки голые, тонкие, длиной 0,1—0,2 см. Цветки после отцветания поникают. Чашечка голая, длиной около 0,3 см. Нижние зубцы чашечки почти вдвое длиннее верхних, которые по длине превышают трубку. Венчик длиной 0,2—0,3 см, вначале жёлтого, а затем желтовато-бурого цвета. Флаг сложенный по средней жилке, килеватый, практически гладкий. Крылья и лодочка по длине чуть меньше флага.
Плод — боб, расположен на короткой ножке с коротким столбиком. Цветение происходит в мае. Плодоносит в июне.
Вид описан из восточной Ливии. Тип в Италии.

## Экология и распространение
Клевер мелкоцветковый произрастает на открытых местах, почвы предпочитает песчаные и щебнистые, как правило, прибрежные. Распространён в Алжире, Ливии, Марокко, Тунисе, Иране, Израиле, Сирии, Турции, Ирландии, Норвегии, Великобритании, Венгрии, Албании, Болгарии, Греции, Италии, Румынии, странах бывшей Югославии, Франции, Испании и Португалии. Завезён на Азорские острова.

## Классификация
Вид Клевер мелкоцветковый входит в род Клевер (Trifolium) трибу Клеверные (Trifolieae) подсемейство Мотыльковые (Faboideae) семейство Бобовые (Fabaceae).
|  |                          |  |                                                           |                                                           |                   |  | ещё 3 семейства (согласно Системе APG II) | ещё 3 семейства (согласно Системе APG II) |                          |  |  |  | ещё 27 триб               | ещё 27 триб |  |  |  |  | ещё около 300 видов | ещё около 300 видов |
|  |                          |  |                                                           |                                                           |                   |  | ещё 3 семейства (согласно Системе APG II) | ещё 3 семейства (согласно Системе APG II) |                          |  |  |  | ещё 27 триб               | ещё 27 триб |  |  |  |  | ещё около 300 видов | ещё около 300 видов |
|  |                          |  |                                                           | порядок Бобовоцветные                                     |                   |  |                                           |                                           | подсемейство Мотыльковые |  |  |  |                           | род Клевер  |  |  |  |  |                     |                     |
|  |                          |  |                                                           | порядок Бобовоцветные                                     |                   |  |                                           |                                           | подсемейство Мотыльковые |  |  |  |                           | род Клевер  |  |  |  |  |                     |                     |
|  | отдел Цветковые растения |  |                                                           |                                                           | семейство Бобовые |  |                                           |                                           | триба Клеверные          |  |  |  | вид Клевер мелкоцветковый |             |  |  |  |  |                     |                     |
|  | отдел Цветковые растения |  |                                                           |                                                           |                   |  |                                           |                                           |                          |  |  |  |                           |             |  |  |  |  |                     |                     |
|  |                          |  | ещё 45 порядков покрытосеменных (согласно Системе APG II) | ещё 45 порядков покрытосеменных (согласно Системе APG II) |                   |  |                                           | ещё 2 подсемейства                        | ещё 2 подсемейства       |  |  |  | ещё 5 родов               | ещё 5 родов |  |  |  |  |                     |                     |
|  |                          |  |                                                           | ещё 45 порядков покрытосеменных (согласно Системе APG II) |                   |  |                                           |                                           | ещё 2 подсемейства       |  |  |  |                           | ещё 5 родов |  |  |  |  |                     |                     |